# Jobs de bras
Jobs de bras est une émission de télévision québécoise hebdomadaire de la chaîne Ztélé.
Basée sur l’émission américaine Dirty Jobs, l'émission animée par Patrick Groulx présente des métiers inusités et parfois même dangereux afin de faire connaître les dessous de ceux-ci et leur importance, qu'il considère trop souvent sous-estimée.

## Épisodes

### Première saison
| №  | Titre de l'épisode                      | Première diffusion | Entreprise                |
| -- | --------------------------------------- | ------------------ | ------------------------- |
| 1  | Opérateur de pelle mécanique            | 13 février 2008    |                           |
| 2  | Égoutier                                | 20 février 2008    | Avizo Experts-Conseils    |
| 3  | Entraineur d'éléphants                  | 27 février 2008    |                           |
| 4  | Laveur de vitres et de graffitis        | 5 mars 2008        |                           |
| 5  | Soldats                                 | 12 mars 2008       | Forces armées canadiennes |
| 6  | Grutier                                 | 19 mars 2008       |                           |
| 7  | Capitaine de remorqueur et scaphandrier | 26 mars 2008       |                           |
| 8  | Opérateurs de bétonnière                | 2 avril 2008       |                           |
| 9  | Fermier                                 | 9 avril 2008       |                           |
| 10 | Monteur de ligne                        | 16 avril 2008      |                           |
| 11 | Foreur et dynamiteur                    | 23 avril 2008      |                           |
| 12 | Pompier araignée                        | 30 avril 2008      |                           |
| 13 | Footballeur                             | 7 mai 2008         |                           |
| 14 | Éclusier                                | 14 mai 2008        |                           |
| 15 | Mécanicien de train                     | 21 mai 2008        |                           |

### Deuxième saison
1. Métiers de la cour à bois (04-02-2009)
2. Métiers de la carrière (28-01-2009)
3. Vendangeurs (06-05-2009)
4. Mineur à Val-d'Or (18-02-2009)
5. Travailleur forestier (15-04-2009)
6. Foreurs au diamant (04-03-2009)
7. Cadet de la GRC (11-03-2009)
8. Monteur d'acier (11-02-2009)
9. Scieur de béton (25-03-2009)
10. Ferblantier (08-04-2009)
11. Clown de rodéo (13-05-2009)
12. Poseur d'acier d'armature (29-04-2009)
13. Animalier (25-02-2009)
14. Recycleur (03-06-2009)
15. Préposé à la neige (18-03-2009)
16. Travailleur au Centre Bell (01-04-2009)
17. Travailleur dans un centre hospitalier (20-05-2009)
18. Recycleur d'autos (10-06-2009)
19. Déneigeurs de toit (22-04-2009)
20. Couvreur (27-05-2009)

### Troisième saison
1. Monteur de véhicules récréatifs
2. Abatteur-émondeur
3. Travailleur de chantier naval
4. Agent de la SQ - Sauvetage héliporté
5. Travailleur en revêtement d'édifices
6. Technicien en métallurgie
7. Recycleur organique
8. Mécanicien de véhicules lourds
9. Combattant ultime
10. Installateur de chapiteau
11. Employés des travaux publics
12. Travailleurs du Monster Truck
13. Installateurs de manèges
14. Spécialiste en levage de maisons
15. Installateurs d'éoliennes
16. Poseurs de pavage
17. Installateurs de piscines
18. Pêcheurs de homards
19. Installateurs de bouées
20. Agents de la SQ : services d'urgence II

### Quatrième saison
1. Mineurs du Nunavut - Première partie               (26 janvier 2011)
2. Paramédics                                     (2 février 2011)
3. Gardiens d'animaux                                 (9 février 2011)
4. Manœuvres spécialisés en pieutage                  (16 février 2011)
5. Techniciens en aviation des Forces canadiennes (23 février 2011)
6. Manufacturiers de coffres-forts                    (2 mars 2011)
7. Camionneurs                                        (9 mars 2011)
8. Ramoneurs                                          (16 mars 2011)
9. Techniciens en aéronautique                    (23 mars 2011)
10. Coffreurs                                          (30 mars 2011)
11. Mineurs du Nunavut - Deuxième partie               (6 avril 2011)
12. Tailleurs de pierre                                (13 avril 2011)
13. Employés de cuisine                                (20 avril 2011)
14. Carrossiers                                        (27 avril 2011)
15. Déménageurs                                        (4 mai 2011)
16. Fustiers                                           (11 mai 2011)
17. Techniciens en électronique de la garde côtière    (18 mai 2011)
18. Agriculteurs                                       (25 mai 2011)
19. Travailleurs du Grand Prix de Trois-Rivières   (1er juin 2011)
20. Spécial moments inédits                            (8 juin 2011)

### Cinquième saison
Diffusée sur Ztélé entre le 24 août 2011 et le 7 mars 2012 cette saison comprend 26 épisodes :
| №  | Titre de l’épisode                                              | Première diffusion | Entreprise                                                       |
| -- | --------------------------------------------------------------- | ------------------ | ---------------------------------------------------------------- |
| 1  | Travailleurs du transport de minerais                           | 24 août 2011       | La Compagnie minière IOC                                         |
| 2  | Installateurs de bornes-fontaines                               | 31 août 2011       | L'équipe des travaux publics de Ville de Mercier                 |
| 3  | Installateurs de portes de garage                               | 7 septembre 2011   | Les Portes JPR Inc.                                              |
| 4  | Soigneurs d'animaux sauvages                                    | 14 septembre 2011  | Parc Oméga                                                       |
| 5  | Travailleuses de l'aluminium                                    | 21 septembre 2011  | Aluminerie Alouette                                              |
| 6  | Paysagistes spécialisés en aménagement riverain                 | 28 septembre 2011  | Stéphane Durocher Paysagiste                                     |
| 7  | Mécaniciens d'avion et pilotes de brousse                       | 5 octobre 2011     | Marina Venise                                                    |
| 8  | Mécaniciens de machinerie agricole                              | 12 octobre 2011    |                                                                  |
| 9  | Fabricants d'embarcations en aluminium                          | 19 octobre 2011    |                                                                  |
| 10 | Pêcheurs et travailleurs d’une usine de transformation de crabe | 26 octobre 2011    |                                                                  |
| 11 | Ouvriers du pont Champlain                                      | 2 novembre 2011    |                                                                  |
| 12 | Installateurs d’échafaudages motorisés                          | 9 novembre 2011    |                                                                  |
| 13 | Employés de la Garde côtière canadienne                         | 16 novembre 2011   |                                                                  |
| 14 | Chaudronniers                                                   | 23 novembre 2011   |                                                                  |
| 15 | Guides "mushers"                                                | 7 décembre 2011    |                                                                  |
| 16 | Sauveteurs sur glace                                            | 14 décembre 2011   |                                                                  |
| 17 | Matelots de la Marine royale canadienne                         | 4 janvier 2012     |                                                                  |
| 18 | Employés d'entretien du Stade olympique                         | 11 janvier 2012    |                                                                  |
| 19 | Employés d'une usine de chaux                                   | 18 janvier 2012    | Graymont                                                         |
| 20 | Vitriers en hauteur (100e épisode)                              | 25 janvier 2012    | Vitreco                                                          |
| 21 | Applicateurs de revêtement d'époxy                              | 1er février 2012   | Sévigny Peintres et Associés Inc.                                |
| 22 | Monteurs de lignes                                              | 8 février 2012     | Centre de formation en montage de lignes, (Saint-Henri-de-Lévis) |
| 23 | Opérateurs de machinerie forestière                             | 15 février 2012    |                                                                  |
| 24 | Électriciens                                                    | 22 février 2012    |                                                                  |
| 25 | Machinistes                                                     | 29 février 2012    | Marmen                                                           |
| 26 | Employés de pourvoirie et trappeurs                             | 7 mars 2012        | Pourvoirie Mijocama                                              |

### Sixième saison
La sixième saison a débuté le 22 août 2012 et s'étire jusqu'en 2013. Elle est composée de 26 épisode.
| №  | Titre de l’épisode                               | Première diffusion | Entreprise                                        |
| -- | ------------------------------------------------ | ------------------ | ------------------------------------------------- |
| 1  | Soldats de la base militaire de Valcartier       | 22 août 2012       | Base militaire de Valcartier                      |
| 2  | Travailleurs à l'entretien de montagnes russes   | 29 août 2012       | La Ronde                                          |
| 3  | Paysagistes                                      | 5 septembre 2012   | Paysagement Pascal Ménard inc.                    |
| 4  | Bergers                                          | 12 septembre 2012  | Bergerie L'Agneau D'Or                            |
| 5  | Installateurs de systèmes de gicleurs            | 19 septembre 2012  | Protection incendie MCI                           |
| 6  | Installateurs de quais                           | 26 septembre 2012  | Quai Expert                                       |
| 7  | Cimentiers-applicateurs                          | 3 octobre 2012     | Montréal Nord Ciment                              |
| 8  | Animalier d'aquarium                             | 10 octobre 2012    | Aquarium du Québec                                |
| 9  | Opérateurs de machinerie de chantier             | 17 octobre 2012    | École Nationale de Camionnage et Équipement Lourd |
| 10 | Pompiers                                         | 24 octobre 2012    | Service de sécurité incendie de Montréal          |
| 11 | Mécaniciens d'ascenseurs                         | 31 octobre 2012    | Ascenseurs Pionier                                |
| 12 | Machinistes de moteurs de locomotives            | 7 novembre 2012    | Les Entreprises Électriques L.M. Inc.             |
| 13 | Machinistes de ressorts à lames                  | 14 novembre 2012   | MTC Suspension                                    |
| 14 | Forgerons                                        | 21 novembre 2012   | Sorel Forge                                       |
| 15 | Opérateurs de machinerie de démolition           | 28 novembre 2012   | Demex                                             |
| 16 | Installateurs de structures d'acier              | 5 décembre 2012    | Équipement de ferme Turgeon Ltée                  |
| 17 | Serruriers de bâtiment                           | 12 décembre 2012   | Nouvelle Autoroute CJV                            |
| 18 | Mécaniciens de chariots télescopiques            | 19 décembre 2012   | Manulift EMI                                      |
| 19 | Techniciens-monteurs                             | 2 janvier 2013     | Prévost Car                                       |
| 20 | Assembleurs et soudeurs                          | 9 janvier 2013     | Metacor                                           |
| 21 | Foreurs en hauteur                               | 16 janvier 2013    | Horizon vertical                                  |
| 22 | Machinistes de turbine hydroélectrique           | 23 janvier 2013    | Alstom (Sorel-Tracy)                              |
| 23 | Tuyauteurs                                       | 30 janvier 2013    | SNC-Lavalin                                       |
| 24 | Travailleurs d'entretien du pont Jacques-Cartier | 6 février 2013     | Les Ponts Jacques-Cartier et Champlain Inc.       |
| 25 | Machinistes de transformateurs de puissance      | 13 février 2013    | Alstom (Saint-Jean sur Richelieu)                 |
| 26 | Machinistes de plateau pour le Cirque du Soleil  | 20 février 2013    | Cirque du Soleil                                  |

### Septième saison
La septième saison débutera le 21 août 2013 et se termine en 2014. Elle est composée de 19 épisodes.
| №  | Titre de l’épisode                                               | Première diffusion | Entreprise                                           |
| -- | ---------------------------------------------------------------- | ------------------ | ---------------------------------------------------- |
| 1  | Travailleurs de chantier naval                                   | 21 août 2013       | Chantier naval Forillon de Gaspé                     |
| 2  | Techniciens de la faune                                          | 28 août 2013       | Ministère des Ressources naturelles et de la Faune   |
| 3  | Policiers motard                                                 | 4 septembre 2013   | Service de police de la Ville de Montréal            |
| 4  | Installateurs de machinerie agricole                             | 11 septembre 2013  | La ferme Loreale, avec Équipement Lafleur & Associés |
| 5  | Techniciens en conservation des ressources                       | 18 septembre 2013  |                                                      |
| 6  | Opérateurs de pelle mécanique en montagne                        | 2 octobre 2013     |                                                      |
| 7  | Poseurs de revêtements métalliques                               | 9 octobre 2013     |                                                      |
| 8  | Laveurs à haute pression spécialisés                             | 16 octobre 2013    |                                                      |
| 9  | Installateurs de silos                                           | 23 octobre 2013    | ferme de Coaticook                                   |
| 10 | Responsables du développement et de l'entretien de sentiers quad |                    | Club Quad Basses-Laurentides                         |
| 11 | Machiniste aéronautique                                          |                    |                                                      |
| 12 | Éleveurs de bisons                                               |                    |                                                      |
| 13 | Techniciens de site, festival d'hiver                            |                    |                                                      |
| 14 | Ébéniste                                                         |                    |                                                      |
| 15 | Vitrier                                                          |                    |                                                      |
| 16 | Restaurateur de voitures de collection                           |                    |                                                      |
| 17 | Artisan du béton                                                 |                    |                                                      |
| 18 | Pompiers à temps partiel                                         |                    |                                                      |
| 19 | Technicien au gaz naturel                                        |                    |                                                      |

### Huitième saison
La huitième saison de Jobs de bras (2014-2015) comporte 26 épisodes.
| №  | Titre de l’épisode                                                    | Première diffusion | Entreprise                 |
| -- | --------------------------------------------------------------------- | ------------------ | -------------------------- |
| 1  | Travailleurs en appui sur cordes en milieu urbain                     |                    | Vertical Solutions         |
| 2  | Éleveurs d'autruches                                                  |                    | Nid'Otruche                |
| 3  | Spécialistes en gestion et manutention de fumier                      |                    |                            |
| 4  | Les métiers dans une scierie                                          |                    | scierie du Moulin St-André |
| 5  | Les métiers sur un site d'enfouissement                               |                    |                            |
| 6  | Installateur de fosse septique                                        |                    |                            |
| 7  | Usine de pâtes et papier                                              |                    | Produits forestiers Résolu |
| 8  | Métiers dans une usine de fabrication de panneaux de particules       |                    | Uniboard                   |
| 9  | Mégantic 1 - Un travail d'équipe                                      |                    |                            |
| 10 | Mégantic 2: les défis à relever                                       |                    |                            |
| 11 | Électricien spécialisé en infrastructures municipales                 |                    |                            |
| 12 | Fabricant et distributeur de vêtements de travail                     |                    | Big Bill                   |
| 13 | Spécialiste en réfection de toiture ancestrale                        |                    |                            |
| 14 | Aménagement hivernal du Mont St-Sauveur                               |                    | Sommet Saint Sauveur       |
| 15 | Producteur de pommes de terre                                         |                    | Patates Dolbec             |
| 16 | Fabricant de panneaux d'avion                                         |                    | Sonaca                     |
| 17 | Meunier                                                               |                    | Moulin Légaré              |
| 18 | Excavateur, installateur de réseau d'égoût et aqueduc                 |                    |                            |
| 19 | Spécialistes en réparation de véhicules blindés                       |                    | 202e Dépôt d'atelier       |
| 20 | Spécialiste en fabrication et installation de roulottes de chantier   |                    | Abris Mobiles A.M.         |
| 21 | Manufacturier d'équipement d'alimentation de fermes laitières         |                    | Valmetal                   |
| 22 | Spécialiste en pose de systèmes intérieurs                            |                    |                            |
| 23 | Romaine 1: Les métiers entourant les travaux d'installation de pièces |                    | Hydro-Québec               |
| 24 | Romaine 3: Les métiers entourant l'excavation d'une galerie           |                    | Hydro-Québec               |
| 25 | Producteur porcin                                                     |                    | Pic rouge                  |
| 26 | Hôtel de glace                                                        |                    | Hôtel de Glace de Québec   |

### Neuvième saison
La saison 9 de Jobs de bras (2015-2016) comporte 20 épisodes.
| №  | Titre de l’épisode                                 | Première diffusion | Entreprise                          |
| -- | -------------------------------------------------- | ------------------ | ----------------------------------- |
| 1  | Cidriculteur                                       |                    |                                     |
| 2  | Spécialistes en gestion de risques                 |                    | Académie des pompiers               |
| 3  | Métiers dans un terminal pétrolier                 |                    | Valero                              |
| 4  | Métiers sur un traversier                          |                    |                                     |
| 5  | Métiers entourant le Carnaval de Québec            |                    | Carnaval de Québec                  |
| 6  | Cantonnier à la STM                                |                    | STM                                 |
| 7  | Calorifugeur                                       |                    |                                     |
| 8  | Pourvoyeur de pêche aux petits poissons de chenaux |                    |                                     |
| 9  | Canotier                                           |                    | Circuit québécois de canot à glace  |
| 10 | Métiers à l'aéroport de Québec                     |                    | Aéroport de Québec                  |
| 11 | Taxidermiste                                       |                    |                                     |
| 12 | Fabricant de tours d'éoliennes                     |                    | Marmen                              |
| 13 | Haïti partie 2: Port et Fort National              |                    |                                     |
| 14 | Haïti partie 1 : Gingerbread                       |                    |                                     |
| 15 | Spécialiste de centre de transbordement intermodal |                    | Les élévateurs Debeaujeu            |
| 16 | Spécialiste en sauvetage maritime                  |                    | Garde côtière auxiliaire canadienne |
| 17 | Spécialiste en assainissement des eaux             |                    | Avizo experts-conseils              |
| 18 | Producteur de gazon                                |                    | Gazon Éthier                        |
| 19 | Producteur de foin                                 |                    | Norfoin                             |
| 20 | Métiers dans une fonderie                          |                    | Soucy Belgen                        |

### Dixième saison
La dixième saison de Jobs de bras (2016-2017) comporte 18 épisodes.
| №  | Titre de l’épisode                                        | Artiste invité       | Première diffusion | Entreprise                                        |
| -- | --------------------------------------------------------- | -------------------- | ------------------ | ------------------------------------------------- |
| 1  | Spécialiste en entretien du funiculaire                   | Dominic Paquet       |                    |                                                   |
| 2  | Entraînement d'hiver avec les Forces armées canadiennes   | Stéphane Bellavance  |                    | Forces armées canadiennes                         |
| 3  | Éleveur d'alpagas                                         | Cathy Gauthier       |                    |                                                   |
| 4  | Métiers dans une mine à ciel ouvert                       |                      |                    |                                                   |
| 5  | Métiers dans une carrière                                 | Mariloup Wolfe       |                    |                                                   |
| 6  | Spécialiste de travaux en hauteur au pont Jacques-Cartier | aucun                |                    | Les Ponts Jacques Cartier et Champlain Incorporée |
| 7  | Scaphandrier                                              |                      |                    |                                                   |
| 8  | Couvreurs                                                 | Stéphane Fallu       |                    |                                                   |
| 9  | Spécialiste en entretien des manèges à La Ronde           | Salomé Corbo         |                    | La Ronde                                          |
| 10 | Spécialiste en intervention maritime                      | Phil Laprise         |                    | Groupe Océan                                      |
| 11 | Foreur en fondations profondes au pont Champlain          | Pierre-Yves Lord     |                    | Forage Camille Blais et fils                      |
| 12 | Entretien sanitaire des infrastructures urbaines          | Valérie Roberts      |                    |                                                   |
| 13 | Laveur de vitres en hauteur                               | Rémi-Pierre Paquin   |                    |                                                   |
| 14 | Forgeron                                                  | Pierre Hébert        |                    | Les forges de Sorel                               |
| 15 | Recycleur de métaux                                       |                      |                    |                                                   |
| 16 | Fabricant de plastique                                    | Kim Lévesque-Lizotte |                    | Groupe PolyAlto                                   |
| 17 | Coffrage                                                  |                      |                    |                                                   |
| 18 | Foresterie en abitibi                                     | Mathieu Baron        |                    |                                                   |

### Onzième saison
La onzième et dernière saison de Jobs de bras (2017-2018) comporte 10 épisodes.
| №  | Titre de l’épisode                                 | Artiste invité         | Première diffusion | Entreprise                    |
| -- | -------------------------------------------------- | ---------------------- | ------------------ | ----------------------------- |
| 1  | Éleveur de sanglier                                | Étienne Boulay         |                    | La ferme renaissance          |
| 2  | Spécialiste en entretien et entreposage de bateaux | Jean-Nicolas Verreault |                    |                               |
| 3  | Brasseur et distillateur                           | Jean-François Mercier  |                    | Oshlag                        |
| 4  | Transformateur de pierres                          | Jean-Thomas Jobin      |                    |                               |
| 5  | Spécialiste en gestion de matières résiduelles     | Maripier Morin         |                    |                               |
| 6  | Animalier au Parc Safari                           | Sylvain Marcel         |                    | Parc safari                   |
| 7  | Les formations à l'Institut Maritime de Rimouski   | Daniel Savoie          |                    | Institut Maritime de Rimouski |
| 8  | Technicien en automatisation robotisé              | Bruno Landry           |                    | Premier Tech                  |
| 9  | Spécialiste en pavage                              | Kim Rusk               |                    |                               |
| 10 | Monteur de lignes                                  | Jean-François Breau    |                    | Hydro-Québec                  |